# Sceloporus tanneri
Sceloporus tanneri là một loài thằn lằn trong họ Phrynosomatidae. Loài này được Smith & Larsen mô tả khoa học đầu tiên năm 1975.